# Céline Delforge
Pour les articles homonymes, voir Delforge.
 (mai 2018).
Si vous disposez d'ouvrages ou d'articles de référence ou si vous connaissez des sites web de qualité traitant du thème abordé ici, merci de compléter l'article en donnant les références utiles à sa vérifiabilité et en les liant à la section « Notes et références ».
Céline Delforge est une femme politique belge, née le 29 octobre 1976 à Ixelles.
Licenciée en Sciences politiques à l'ULB, elle devient députée Ecolo au Parlement de la Région de Bruxelles-Capitale en 2004. Son travail porte entre autres sur les questions de mobilité, de société de consommation ou encore de drogues. Contrairement à la majorité des mandataires Ecolo, Céline Delforge s'est opposée au Traité constitutionnel européen.